# Interstate 66
I-66 eller Interstate 66 är en amerikansk väg, Interstate Highway, i Virginia och Washington, DC. Den utgör en sydvästlig infart till USA:s huvudstad.